# Zuladung
Die Zuladung (Formelzeichen: {\displaystyle G_{Z}}) bei Transport- und Verkehrsmitteln ist eine Kennzahl, mit der die Summe des Gewichts bezeichnet wird, die sich aus Besatzung, Nutzlast sowie mitgeführten Kraft- und Schmierstoffen ergibt.

## Allgemeines
Die Zuladung gehört zu den technischen Daten eines Fahrzeugs. Es handelt sich um die Summe des zulässigen Gesamtgewichts {\displaystyle G} abzüglich der Summe aus Besatzung {\displaystyle B} (wie Schiffsbesatzung, fliegendes Personal) und Betriebsstoffen ({\displaystyle K}). Demnach errechnet sich allgemein die Zuladung wie folgt: 
{\displaystyle G_{Z}=G-(B+K)}.
Anders ausgedrückt, entspricht die Zuladung der Differenz zwischen dem Leergewicht {\displaystyle L} und dem zulässigen Gesamtgewicht:
{\displaystyle G_{Z}=G-L}.
Bei Leerfahrt, Leerflug und Leerzug gibt es eine geringe Zuladung, nämlich durch Besatzung und vorhandenem Kraftstoff.
Die Zuladung ist einer der Faktoren, welche die Reichweite eines Fahrzeugs beeinflussen.

## Zuladung im Transportwesen nach deutschen Zulassungsvorschriften
Im Transportwesen ist die Zuladung für Gespanne relevant, so darf bei gebremsten Anhängern die Zuladung des Fahrzeugs das Gesamtgewicht von 3,5 t und das zulässige Gesamtgewicht des Anhängers das zulässige Leergewicht des Zugfahrzeugs nicht überschreiten. Das tatsächliche Gewicht spielt hierbei keine Rolle. Außerdem darf das zulässige Gesamtgewicht des Hängers die maximal erlaubte gebremste Zugmasse des Zugfahrzeugs nicht überschreiten.
Bei nicht gebremsten Anhängern (unter 750 kg maximalem Gesamtgewicht) darf das Gesamtgewicht des Anhängers die zulässige ungebremste Zugmasse des Zugfahrzeuges nicht überschreiten. Hier gilt jedoch das tatsächliche Gesamtgewicht des Anhängers. 
Nähere Details können § 42 StVZO entnehmen werden. 
Andere Definitionen können in Herstellerangaben (Typenschildern) zu Grunde gelegt sein. In der früheren inzwischen zurückgezogenen DIN-Norm 70020-2 war zwar die Nutzlast, aber nicht die Zuladung definiert.
Beispiel Herstellerangaben bei einem Wohnmobil:
```
  Technisch zulässige Gesamtmasse:    3500 kg
  − Masse in fahrbeitem Zustand:      3050 kg
  = Zuladung:                          450 kg
```

In dieser Zuladung müssen auch die mitfahrenden Personen (außer dem Fahrer) und Haustiere einbezogen werden. 
Eine Überschreitung der Zuladung führt zur Überladung, die im Straßenverkehr eine Ordnungswidrigkeit darstellt. Ein Lastkraftwagen gilt als überladen, wenn dessen zulässiges Gesamtgewicht um mehr als 2 Prozent überschritten wurde. 

## Zuladung beim Flugzeug
Die Kapazität von Frachtflugzeugen wird meist bemessen anhand ihrer maximalen Zuladung (Tonnen) oder der Größe des Frachtraums (Kubikmeter). Zusammen mit der Rüstmasse bildet die Zuladung das Startgewicht eines Flugzeugs. Während bei einem Kurzstreckenflug ein großer Teil der Zuladung eine Nutzlast darstellt, ist bei einem Langstreckenflug ein größerer – aber sich während zunehmender Flugzeit verringernder – Teil Kraftstoff.